# El que busca encuentra
El que busca encuentra és una pel·lícula mexicana de comèdia romàntica del 2017 dirigida per Pedro Pablo Ibarra. La pel·lícula es va estrenar el 24 de febrer de 2017 i és protagonitzada per Ana Brenda Contreras i Claudio Lafarga, junt amb Esmeralda Pimentel, Martín Altomaro, Marianna Burelli, Erik Hayser i Mía Rubín Legarreta. La pel·lícula es va filmar a la Ciutat de Mèxic i a San Cristóbal de las Casas, Chiapas.

## Sinopsi
Marcos (Claudio Lafarga) i Esperanza (Ana Brenda Contreras) són dos nens que s'enamoren quan es perden a l'estadi Azteca durant un partit de futbol. Més de 20 anys després, el record d’aquest amor infantil és tan fort que tots dos buscaran maneres de tornar a unir-se.

## Repartiment
- Ana Brenda Contreras - Esperanza Medina
  - Mía Rubín Legarreta - Esperanza (90's)
- Claudio Lafarga - Marcos Aguado
  - Ramiro Cid - Marcos (90's)
- Esmeralda Pimentel - Angélica
- Otto Sirgo - Jesús Medina
  - Andrés Montiel - Jesús Medina (90's)
- Damayanti Quintanar - Erika
- Marianna Burelli - Mónica
- Martín Altomaro - Claudio
- Erik Hayser - Jorge Ashby
- Alberto Guerra - Manuel Aguado (90's)
- Natasha Dupeyrón - Bibiana Zamarripa
- Fernando Ciangherotti - Sr. Zamarripa
- Ianis Guerrero - Yosu
- Andrés Palacios - Dr. Fuentes
- Luis Arrieta - Fede
- Jorge Zárate - Venedor Estadi

## Nominacions
En la 47a entrega de les Diosas de Plata fou nominada a la millor actriu i a la millor actriu de quadre.